# 소방위

소방위의 계급장

소방위(消防尉, Fire Captain)는 소방관 계급 중 소방장의 위, 소방경의 아래로, 초급 간부에 속한다.
6급(을)에 해당하며, 경찰의 경위, 국군의 대위(장교) 사이에 대응한다.
소방간부후보생으로 1년간의 중앙소방학교에서 합숙교육을 마치고 나면 바로 소방위로 임관받을 수 있다.

## 직책
- 119 안전센터장(구 소방파출소장), 구조대장, 구급대장, 구조구급센터장, 소방정대장[5], 각 소방서 팀장
- 119 안전센터 부센터장, 구조대 부대장
- 일선 소방서의 화재조사관, 검사팀 주임, 행정팀 주임

## 같이 보기
- 소방관 계급 목록